# Circonscription de Brindabella

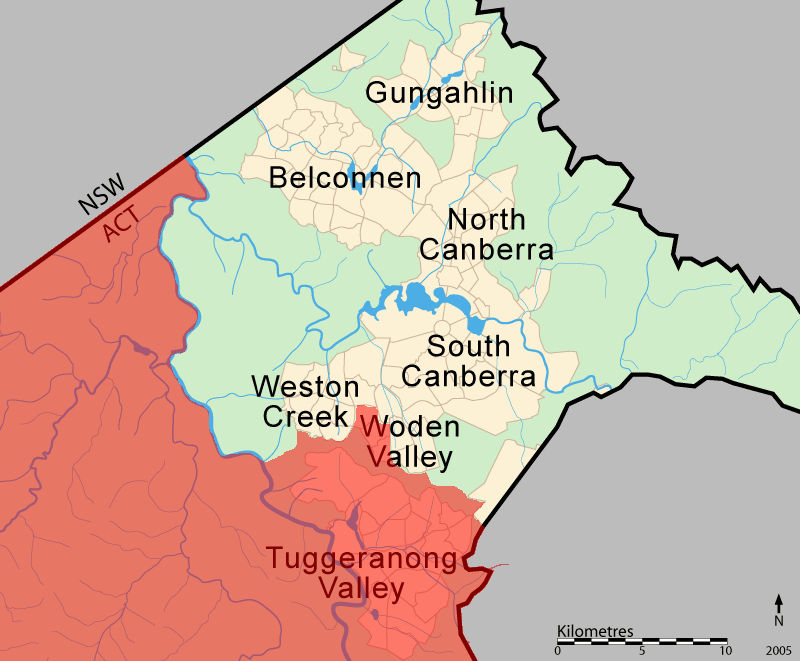
Localisation de la circonscription de Brindabella (en rouge) sur la carte de l'ACT

La circonscription de Brindabella est l'un des trois circonscriptions de l'Assemblée législative du Territoire de la capitale australienne. Elle dispose de cinq sièges et est la plus vaste circonscription du Territoire.

## Histoire
Elle a été créée en 1995, lorsque le système électoral de Hare-Clark a été introduit pour le Territoire de la capitale australienne (ACT). Avant 1995, il existait une seule circonscription pour l'ensemble de l'ACT. "Brindabella" serait dérivé d'un mot indigène qui signifie «deux rats kangourous" et se réfère aux monts au sud et à l'ouest de l'ACT.

## Situation
La circonscription se compose de la vaste étendue au sud de la rivière Murrumbidgee, une région peu peuplée. De 1995 à 2008, elle contenait aussi l'arrondissement de Tuggeranong, à l'exclusion du quartier de Hume et, dans celui de Woden Valley, des quartiers de Chifley, Pearce et Torrens,. En 2008, de nouvelles limitse ont été fixées par la Commission électorale du Territoire,lui rajoutant le quartier de Farrer dans Woden Valley

## Membres
| Année | Membre | Membre         | Parti        | Membre            | Membre            | Parti           | Membre        | Membre        | Parti   | Membre  | Membre            | Parti          | Membre | Membre       | Parti       |
| ----- | ------ | -------------- | ------------ | ----------------- | ----------------- | --------------- | ------------- | ------------- | ------- | ------- | ----------------- | -------------- | ------ | ------------ | ----------- |
| 1995  |        | Bill Wood      | Travailliste |                   | Andrew Whitecross | Travailliste    |               | Trevor Kaine  | Libéral |         | Tony De Domenico] | Libéral        |        | Paul Osborne | Indépendant |
| 19971 |        | Bill Wood      | Travailliste | Louise Littlewood | Andrew Whitecross | Travailliste    | Libéral       | Trevor Kaine  | Libéral |         |                   |                |        | Paul Osborne | Indépendant |
| 1998  |        | Bill Wood      | Travailliste | John Hargreaves]  | Travailliste      |                 | Brendan Smyth | Trevor Kaine  | Libéral | Libéral |                   |                |        | Paul Osborne | Indépendant |
| 19982 |        | Bill Wood      | Travailliste | John Hargreaves]  | Travailliste      | United Canberra | Brendan Smyth | Trevor Kaine  |         | Libéral |                   |                |        | Paul Osborne | Indépendant |
| 2001  |        | Bill Wood      | Travailliste | John Hargreaves]  | Travailliste      | Steve Pratt     | Brendan Smyth | Libéral       |         | Libéral | Karin MacDonald   | Travailliste   |        |              |             |
| 2004  |        | Mick Gentleman | Travailliste | John Hargreaves]  | Travailliste      | Steve Pratt     | Brendan Smyth | Libéral       |         | Libéral | Karin MacDonald   | Travailliste   |        |              |             |
| 2008  |        | Joy Burch      | Travailliste | John Hargreaves]  | Travailliste      |                 | Brendan Smyth | Steve Doszpot | Libéral | Libéral |                   | Amanda Bresnan | Vert   |              |             |

1 Tony De Domenico (Libéral) démissionna le 30 janvier 1997. Louise Littlewood (Libéral) fut élue à sa place
2 Trevor Kaine fut d'abord élu sur la liste libérale. De 1989 au 13 mai 1998, il siégea comme Libéral. Fin mai, Kaine annonça qu'il siégerait comme Canberra Liberal et le 30 juillet 1998, qu'il avait créé le United Canberra Party dont il était le seul représentant.